# Edmond de Rothschild

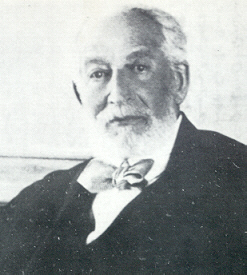
Edmond de Rothschild

Baron Edmond James de Rothschild (* 19. August 1845 in Boulogne-Billancourt im Département Hauts-de-Seine; † 2. November 1934 ebenda) war ein französischer Philanthrop, Zionist, Mäzen und Sammler.
Edmond de Rothschild war der jüngste Sohn des Barons James de Rothschild, Stammvater des Pariser Zweiges der Rothschilds. Er nahm nie aktiv an der Entwicklung der Bank Rothschild Frères der Familie teil. Im Deutsch-Französischen Krieg von 1870/71 diente er in der Nationalgarde. Er heiratete Adelheid von Rothschild aus dem deutschen Zweig der Familie.
Im Jahr 1873 erwarb er das Weingut Château Clarke. 1916 wurde Rothschild in die Académie des Beaux-Arts (Libres, Fauteuil X) aufgenommen.

## Engagement für den Zionismus
1882 begann er Grundstücke in Palästina zu erwerben, förderte die Gründung von Zichron Ja'akov und Rischon leTzion und wurde somit ein aktiver Unterstützer des Zionismus. 1899 übergab er 25.000 Hektar des Agrarlandes samt den sich darauf befindenden Ansiedlungen an die Jewish Colonization Association. Weiterhin ermöglichte er russischen Juden in den 1880er Jahren sich wegen dort stattfindender Pogrome in Palästina anzusiedeln und legte dort Weinanbaugebiete an, scheiterte aber beim Versuch dort eine Parfümindustrie anzusiedeln.
Rothschild gründete 1924 die Palestine Jewish Colonization Association, die mehr als 500 Quadratkilometer Fläche in Palästina erwarb, und unternahm insgesamt zwischen 1887 und 1925 fünf Reisen nach Palästina, um die Entwicklung seiner „Kolonien“ sowie der Pioniersiedlung Rischon leTzion zu verfolgen.
Es wird geschätzt, dass er für diese Unternehmungen mehr als 50 Millionen Dollar ausgab. Sein ältester Sohn James Armand und dessen Ehefrau Dorothy de Rothschild engagierten sich an seiner Seite für den Zionismus.
Edmond de Rothschild und seine Frau Adelheid wurden zunächst auf dem Pariser Friedhof Père-Lachaise beigesetzt, erhielten aber am 6. April 1954 ihr endgültiges Grab im Rahmen eines Staatsbegräbnisses nahe der Stadt Zichron Ja'akov am Hügel Ramat haNadiv („Hügel des Wohltäters“).

## Nachkommen
Aus Edmond Rothschilds im Jahr 1877 geschlossener Ehe mit Adelaïde de Rothschild (1853–1935) gingen drei Kinder hervor:
- 1878: James Armand († 1957) ⚭ 1913 Dorothy Pinto, genannt Dolie († 1988 in London)
- 1881: Maurice († 1957)
- 1884: Miriam († 1965)